# Orde van Sint-Januarius

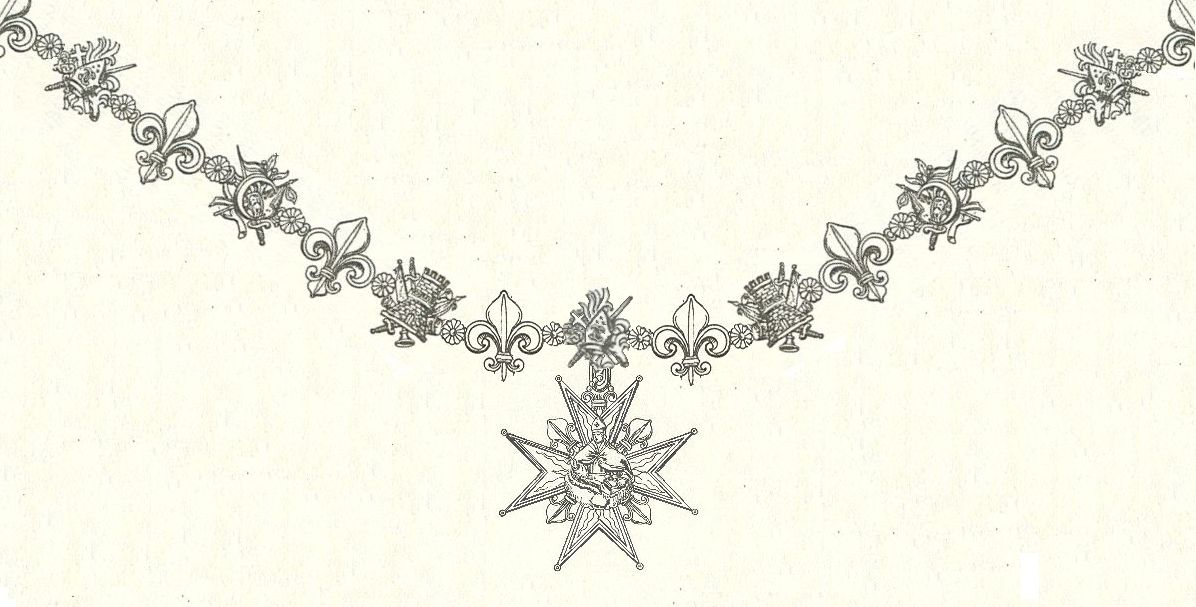
De keten van de Orde van Sint-Januarius

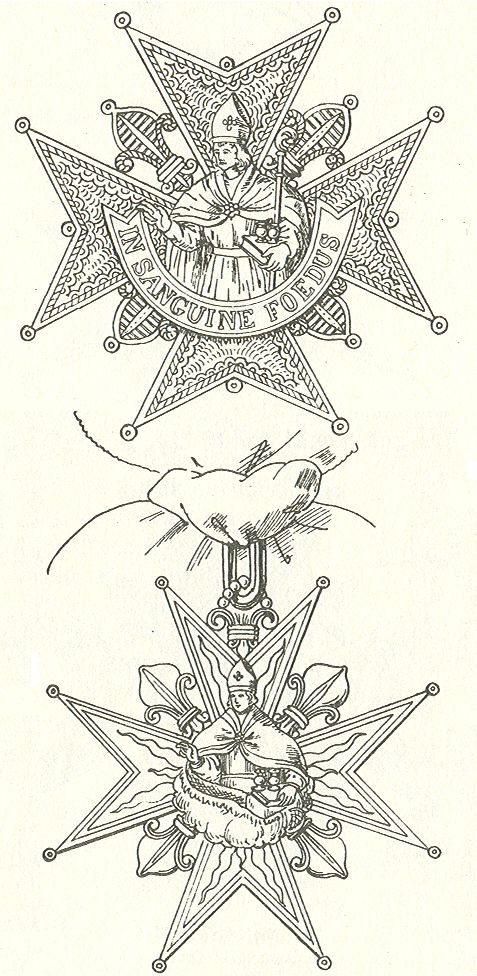
Ster en kleinood

De Orde van Sint-Januarius (Italiaans:L'Insigne Ordine di San Gennaro) werd op 6 juli 1738 door Karel VII, Koning van Napels en later Koning van Spanje onder de naam Karel III gesticht.
In de eerste statuten heette de Orde "Koninklijk" te zijn. De vaak met de orde verbonden predicaat "Illuster" werd nadat de Spaanse Staatscourant, de "Gaceta de Madrid" de orde op 6 oktober 1749 als "Reale illustre ordine di San Gennaro" opnam regelmatig gebruikt maar dit gebruik is nooit officieel gesanctioneerd.
De koning kwam in 1735 op het idee een eigen Napolitaanse ridderorde te stichten. Filips V adviseerde zijn zoon om met de instellingen en met benoemingen te wachten tot zich een passende gelegenheid voordeed. In de daaropvolgende jaren werd door de Napolitaanse regering gewerkt aan de instelling van een adellijk instituut,; de Grande van de Beide Siciliën, vergelijkbaar met de Grande van Spanje maar daarvan kwam, door verdeeldheid onder de edellieden, niet.
De aanleiding die passend werd geacht was het huwelijk van Karel VII met de Poolse koningsdochter Maria Amalia Walburga van Saksen. De Napolitaanse Koning vernoemde de nieuwe orde naar zijn schutspatroon, de in Napels zeer geliefde Heilige Januarius wiens bloed twee keer per jaar door een "mirakel" vloeibaar wordt.
De zestig ridders moesten katholiek zijn, twee of vier kwartieren aantonen, trouw de mis bezoeken en het duelleren afzweren. Paus Benedictus XIV bevestigde de statuten in 1741 in een bul. De Grootmeester kon dispensatie verlenen van de verlangde adeldom en de Spaanse monarch deed dat in zijn eerste zes benoemingen. Dat was op de keper beschouwd een loos gebaar want de zes op 26 juli 1738 genomineerde Spaanse edelen, de Hertog van Mirandola, de Hertog van Medinaceli, de Hertog van Gandia, de Graaf van Montijio, de Markies de San Juan de Piedras Albas en de Markies Scotti waren allen van oude adel met meer dan de voor een Rechtsridder vereiste vier kwartieren en dus ook meer dan de voor een Ridder van Genade vereiste twee kwartieren aan vaderszijde. De versierselen van een Rechtsridder en een Ridder van Genade in de Orde van Sint-Januarius waren precies gelijk.
Nadat de zes door hem te benoemen ridders waren geïnstalleerd vroeg Filips V zijn zoon in Napels om ook de Franse Hertog van Bournonville, de Prins van Masserano, de Markies van Bedmar en de Hertog van Atrisco in de Orde van Sint-Januarius op te nemen. De Spaanse vorst bepaalde dat alle ridders de titel van "Excellentie" mochten voeren. Dat was in de praktijk alleen een promotie voor de Markies de San Juan de Piedras Albas die geen Grande van Spanje was en daarom geen Excellentie werd genoemd.
De orde moest de verbondenheid van de drie regerende takken van het huis Bourbon illustreren en versterken. Het was de evenknie van de Orde van het Gulden Vlies en de Orde van de Heilige Geest. 's Konings vader, Koning Fillips V van Spanje mocht zes ridders benoemen. De orde had en heeft het karakter van een werkelijke "Ridderlijke orde" met een band van trouw en verbondenheid tussen de ridders die geregeld bijeen komen.
Karel VII heeft over de instelling van de orde langdurig gecorrespondeerd met zijn vader die als Philips V in Spanje regeerde. De Spaanse chef van het Huis Bourbon kreeg in de statuten het recht om zes ridders te nomineren, zo werd de eenheid van het Huis Bourbon-Anjou waarvan Napels een secondogenitur was, benadrukt. De Spaanse koning verleende aan een meer dan zes van zijn Spaanse onderdanen de Orde van Sint-Januarius. Het was gebruikelijk dat de Spaanse vorst zelf ook de keten uitreikte en daarmee de ridders in de orde opnam. Latere schrijvers hebben de Spaanse ridders uit de lijst van ridders geschrapt omdat de benoemingen niet rechtskrachtig zouden zijn geweest. De in Spanje bewaarde briefwisseling tussen Filips V en Karel VII laat echter zien dat de twee koningen nadrukkelijk een dergelijke samenwerking bij de benoeming van de ridders nastreefden. De gekozen vorm herinnert aan de Franse orden van de Heilige Geest en de Heilige Lodewijk. Alle drie de orden hebben een zilveren ster de vorm van een kruis van Malta met vier lelies in de armen. Kerkrechtelijk kreeg de Orde van Sint-Januarius erkenning in door Paus Benedictus XIV afgekondigde Bul van 30 mei 1741 en de Bul van 27 juli van dat jaar.
In 1806 schaften de Franse veroveraars de Orde van Sint-Januarius in het Koninkrijk Napels af. De naar Sicilië gevluchte koning trok zich daar uiteraard niets van aan en met de restauratie van de Bourbons keerde ook de onderscheiding weer terug. In 1817 werd vastgelegd dat de Ridders zich "Don" mochten laten noemen en de titel "Excellentie" mochten voeren.
De orde was uitdrukkelijk bestemd voor katholieken maar het nauwe bondgenootschap tussen de protestantse, Russisch-orthodoxe en katholieke tegenstanders van Napoleon I bracht Frans I der Beide Siciliën ertoe om in als eerste niet-katholieken Czaar Alexander I en twee van zijn onderdanen, Admiraal Feodor Ouchakov en Graaf Vassili Vassilievitch Levachov. Later volgden Landgraaf Ludwig van Hessen-Phillipsthal (1802), Prins Regent George (later Koning George IV van het Verenigd Koninkrijk), de Britse Veldmaarschalk Arthur Wellesley Hertog van Wellington (1816) en andere protestantse Britse officieren. Onder de katholieke ridders waren Koning Carlo Felice van Sardinië, Prins Clemens van Metternich-Winneburg en Prins Charles-Maurice de Talleyrand-Perigord, Hertog van Dino (1816).
Na de annexatie van Napels en Sicilië door Savoye kon het nieuwe koninkrijk Italië geen gezag over de orde verkrijgen omdat deze enerzijds een dynastiek karakter heeft en anderzijds door de Pauselijke erkenning ook een religieuze broederschap is.
De orde heeft een enkele graad; die van Ridder. De Napolitaanse koning en zijn opvolgers zijn Grootmeester van wat vanwege de versierselen, de status en de enkele rang een "grote orde" kan worden genoemd. De Orde wordt ook nu nog wordt verleend, in de eerste plaats aan katholieke edellieden in Zuid-Italië en Spanje.
Het kleinood is een gouden achtpuntig kruis waarop de beeltenis van de zegenende heilige is geplaatst. De op de versierselen vaak in een rode mantel met blauwe zoom geklede heilige lijkt uit gouden wolken tevoorschijn te komen en heeft een gouden boek met twee rode flesjes in de linkerhand. De onderkleding is wit en de gordel van goud. De armen van het kruis zijn met vier maal drie rood geëmailleerde vlammen versierd en tussen de armen zijn gouden lelies gemonteerd.
De keerzijde toont alleen de naar het bloedwonder verwijzende flessen en het boek in een omlijsting van palmtakken.
De verschillende juweliers en goudsmeden hebben in de loop der jaren veel versierselen gemaakt die onderling iets afwijken. Soms hebben de mantel en de mijter van de heilige een andere kleur, soms zijn zij van goud en niet geëmailleerd. Ook de zilveren ster waarop de afbeelding van de heilige is gemonteerd is in verschillende varianten bekend. De vier lelies in de armen van het kruis zijn soms verguld, soms van zilver.
De ster is van zilver of in oude uitvoeringen met zilverdraad geborduurd en toont de heilige, nu met mijter en kromstaf, maar ontbeert in sommige gevallen de wolken. Sint Januarius is in een zegenende houding afgebeeld. Op de rol onder de in hoog reliëf afgebeelde afbeelding staat het motto "IN SANGUINE FOEDUS" (Latijn: "Door bloed verbonden").
De ordeketen bestaat uit geëmailleerde gouden schakels in de vorm van elkaar afwisselende trofeeën waarin een "C" centraal staat, torens en trofee-achtige composities van miskelken, boeken met fiolen vol bloed of mijters met zwaard en kromstaf, vlagdragende gekroonde leeuwen en lelies.
Een foto op de Engelstalige Wikipedia toont een keten met een schakel in de vorm van een boek met twee fiolen vol bloed en palmtakken. Ook de keten van de Orde werden door de eeuwen nog weleens gewijzigd en verschillende juweliers vervaardigden uiteenlopende uitvoeringen.
Het lint is rood en wordt over de rechterschouder gedragen zodat het kruis op de linkerheup komt te hangen. De geestelijken die in de orde zijn opgenomen dragen op hun gewaden het kruis aan een breed rood lint om de hals zodat het kleinood midden op de borst komt te hangen. Het is een oude gewoonte dat geestelijken hun grootlint over beide schouders om de hals dragen zodat het kruis op de buik komt te hangen. De orde kent een miniatuur van het kruis dat aan een kort rood lint of een kettinkje op het revers van een rokkostuum wordt gedragen. Er is ook een miniatuur keten en een baton. Voor op een kostuum is er een knoopsgatversiering in de vorm van een rozet.

## De officieren van de Orde

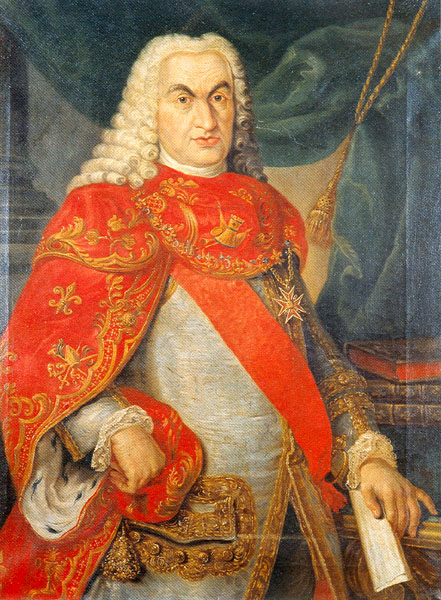
Bernardo Tannuci in de ordekleding van de Orde van Sint-Januarius

De Grootmeester wordt bijgestaan door vier officieren. Het zijn de
- Kanselier
- Secretaris
- Thesaurier
- Ceremoniemeester

De officieren dragen, voor zover zij geen Ridder zijn, zilveren kleinoden.

## Het kostuum
De hoven van de barok hebben veel waarde aan pracht en praal gehecht. In Frankrijk droegen de Ridders van de Orde van de Heilige Geest tijdens processies en plechtigheden kostbare mantels en hoeden die met gouddraad waren geborduurd. De mantel was met witte stof geborduurd. De Orde van Sint-Januarius heeft dat voorbeeld, en dat van de Orde van het Gulden Vlies nagevolgd. Voor de ridders was een wijdvallende roodzijden mantel voorgeschreven. Deze mantel werd met gouddraad geborduurd.
Op de mantel ziet men lelies, trofeeën met bisschopsstaf en mijter, palmtakken, bloemen en torens.
Verschillende ridders en grootmeesters hebben zich met de mantel om hun schouders laten portreteren.

## De Orde van Sint-Januarius in Spanje
Karel III heeft de orde ook als Koning van Spanje enige tijd verleend. Het was zeven jaar lang de tweede orde van Spanje na het Orde van het Gulden Vlies maar op 9 december 1766 werd het Grootmeesterschap overgedragen aan inmiddels meerderjarig geworden Ferdinand IV van Napels.
De orde werd in de 19e eeuw ook aan in Napels geaccrediteerde diplomaten, waaronder enkele protestanten, en aan bevriende monarchen toegekend. Ook dan speelde de godsdienst geen rol.
Na de verjaging van de Bourbons uit Napels bleef de orde functioneren; tussen 1894 en 1934 verleende de Graaf van Caserta, de kroonprins en pretendent, eenendertig kruisen van de Orde van Sint-Januarius.
De onderling verdeelde familie Bourbon-Twee Siciliën telt nu twee Grootmeesters die elkaar niet erkennen. Zowel Karel, Hertog van Calabrië als Ferdinand Maria Hertog van Castro verlenen de orde.
Er zijn aan het begin van de 21e eeuw ongeveer tachtig Ridders. Meestal gaat het om familieleden, katholieke vorsten, Zuid-Italiaanse edelen en verdienstelijke bestuurders van de Koninklijke huishouding en de Heilige Constantinische Orde. Ook Fra' Andrew Bertie, Prins-Grootmeester van de Orde van Malta droeg de ster van deze orde.
Pas in 1771 kreeg ook Spanje een "moderne" ridderorde met drie graden, de Orde van Karel III.

## De grootmeesters van de Orde van Sint-Januarius

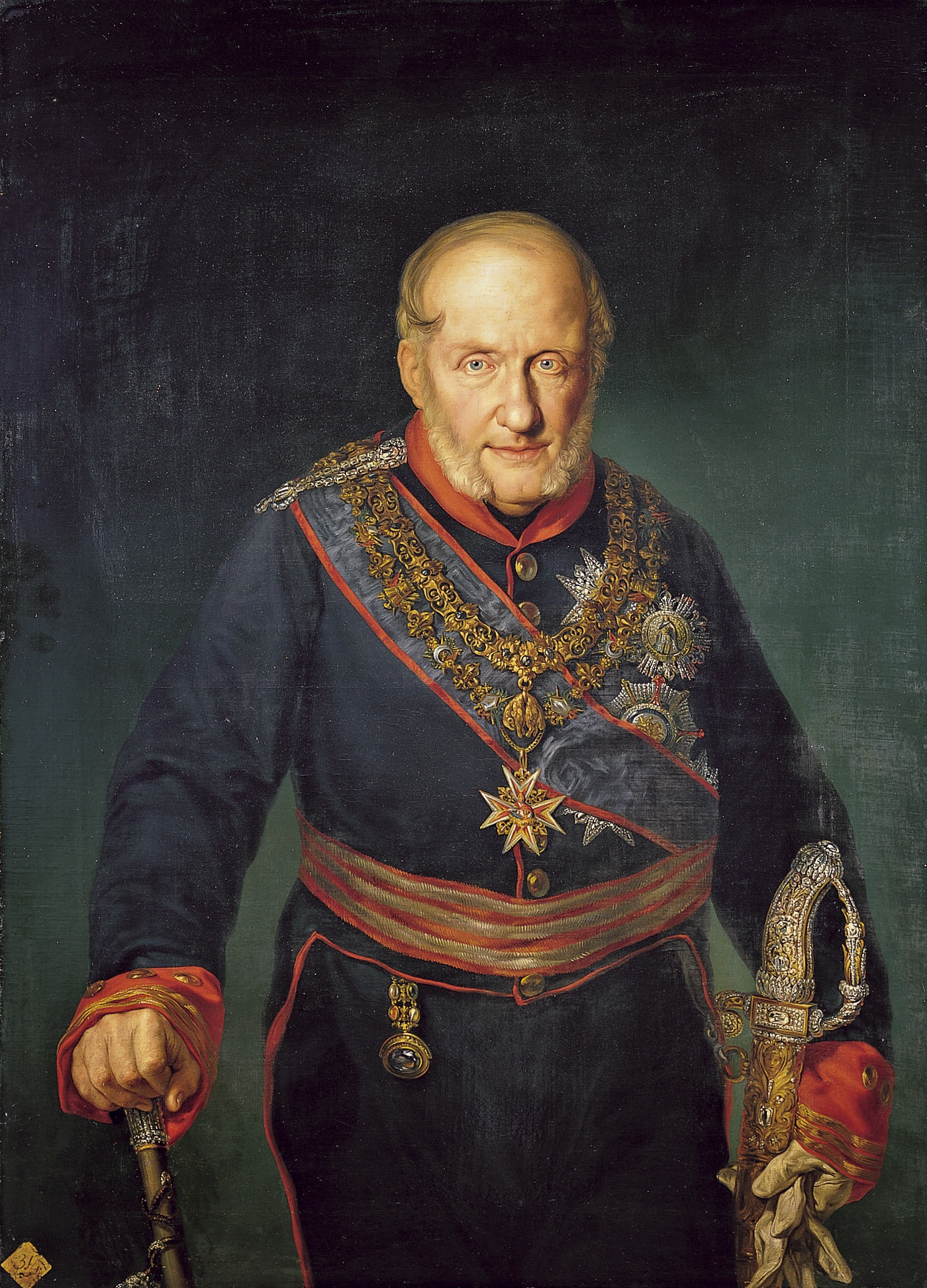
Frans I draagt de keten van de Orde van Sint-Januarius op de ereplaats onder die van het Gulden Vlies

Na de annexatie van Napels — inmiddels het "Koninkrijk der Beide Siciliën" — door Savoye op 17 december 1860 werden de orden van de Beide Siciliën door de Italiaanse regering afgeschaft. De voorheen regerende koning uit het huis Bourbon-Beide Siciliën en zijn opvolgers hielden vast aan hun aanspraak op hun troon en het grootmeesterschap van hun orden. Frans II protesteerde in een brief aan de Europese vorsten tegen zijn afzetting en tegen het opheffen van zijn ridderorden. Hij beschouwde de aantasting van wat in zijn ogen zijn goddelijk recht op de troon was als illegaal. Ook zijn opvolgers benadrukten in brieven aan de Europese vorsten dat zij aan de oude rechten vasthielden. In de in 1998 bijgewerkte lijst van de dynastieke orden van het Registre des Ordres de Chavalerie en het Rapport de la Commission Internationale d’Etudes des Ordres de Chevalerie
 wordt de Orde van Sint-Januarius genoemd. Hij komt ook voor de website van het Koninklijk Huis van de Beide Siciliën. In 2012 waren er twee grootmeesters die elkaar het recht op deze titel betwisten; infant Carlos, Hertog van Calabrië en Prins Carlo, Hertog van Castro. De Hertog van Castro verleent de orde in acht graden.
Er zijn elf grootmeesters of pretendenten bekend.
- Koning Ferdinand I van de Beide Siciliën 1815 - 1825
- Koning Frans I van de Beide Siciliën 1825 - 1830
- Koning Ferdinand II van de Beide Siciliën 1830 - 1859
- Koning Frans II van de Beide Siciliën 1859 - 1894
- Prins Alfons van Bourbon-Sicilië, Graaf van Caserta 1894 - 1934

De tweede zoon van Prins Alfons, Prins Karel Maria van Bourbon-Sicilië, gaf in 1900 voor zichzelf en zijn nakomelingen al zijn rechten op de troon van de Beide Siciliën op. Hij deed deze stap om met infante Maria Mercedes de Bourbon, dochter van Koning Alfonso XII van Spanje te kunnen trouwen. Karel werd een infant van Spanje en lid van de Spaanse Koninklijke familie. Over het rechtsgevolg van de akte van afstand twisten de leden van het Huis Bourbon. De meeste leden van de familie menen dat Karel met zijn rechten op de troon ook de rechten op de Napolitaanse dynastieke orden opgaf. De Heilige Constantinische Orde is niet aan de kroon van de Beide Siciliën verbonden en het grootmeesterschap van deze orde is daarom los van de andere orden te beschouwen. Zijn zoon Alfons Maria van Bourbon-Sicilië is pretendent van de kroon van de Beide Siciliën en het grootmeesterschap van de Constantinische Orde en de andere dynastieke orden. Hij en zijn nakomelingen, de Hertogen van Calabrië worden in deze aanspraken door de Spaanse koning gesteund.
- Prins Ferdinand van Bourbon-Sicilië, Hertog van Calabrië 1934 - 1960. Na zijn dood claimden de Hertog van Calabrië en de Hertog van Castro het grootmeesterschap.
- Prins Reinier van Bourbon-Sicilië Hertog van Castro 1960 - 1966 deed afstand van deze titel ten gunste van zijn zoon Prins Ferdinand.
- Infant Alfons Maria van Bourbon-Sicilië, Hertog van Calabrië. Grootmeester van 1960 tot 1964
- Prins Ferdinand van Bourbon-Sicilië, Hertog van Castro 1966 - 2008
- Infant Carlos van Bourbon-Sicilië Hertog van Calabrië 1964 -
- Prins Carlo van Bourbon-Sicilië, Hertog van Castro 1980 -

Binnen de hiërarchie van de Napolitaans-Siciliaanse orden is de Orde van Sint-Januarius hoger in rang dan de Koninklijke Orde van de Beide Siciliën, de Militaire Orde van Sint-Joris van de Wedervereniging en de Koninklijke Orde van Frans I gedragen.